# Greene CDP (Maine)
Greene es un lugar designado por el censo ubicado en el condado de Androscoggin en el estado estadounidense de Maine. En el Censo de 2020 tenía una población de 750 habitantes y una densidad poblacional de 111,61 habitantes por km². Fue incluido como CDP en el censo de 2020. 

## Geografía
Greene se encuentra ubicado en las coordenadas 44°11′23″N 70°08′25″O / 44.18972, -70.14028. Según la Oficina del Censo de los Estados Unidos,  tiene una superficie total de 6,72 km², de la cual 6,71 km² corresponden a tierra firme y 0,01 km² a agua.